# Devil May Cry 3: Dante's Awakening
Devil May Cry 3: Dante's Awakening (afgekort naar DMC3) is het derde computerspel in de reeks Devil May Cry. Capcom heeft het spel ontwikkeld en samen met Ubisoft uitgegeven. DMC3 is verkrijgbaar voor PlayStation 2 en Windows. Op 29 december 2006 kwam er een speciale editie uit met nieuwe modes en extra speelbare personages.
De verhaallijn bevindt zich voor dat van het eerste spel.

## Speciale editie
Tijdens de Tokyo Game Show kondigde Capcom een speciale editie aan van Devil May Cry 3. Deze versie bevat veranderingen in gameplay en biedt aanvullende content. Daarnaast kan met Dantes tweelingbroer Vergil worden gespeeld. Er is een aanvullende survivalmode genaamd Bloody Palace met 9.999 levels, een turbomode waarmee de speelsnelheid met 20 procent toeneemt, en een continueoptie waarmee de speler een karakter weer tot leven kan wekken.
De nieuwe eindbaas is Jester, een personage dat in de eerste versie meerdere keren voorkomt, maar niet wordt bevochten. In de speciale editie kan hij drie keer worden bevochten.
De speciale editie is uitgekomen op 24 januari 2006 als onderdeel van de PlayStation 2 Greatest Hits-collectie.

## Trivia
- Het spel is opgenomen in het boek 1001 Video Games You Must Play Before You Die van Tony Mott.